# Istār
Istār (arabisch إستار) war ein arabisches Feingewichtsmaß mit einem metrischen Gewicht von etwas unter 20 Gramm. Der Name geht wahrscheinlich auf den Stēr zurück, eine im Sassanidenreich gebräuchliche Vier-Drachmen-Münze, die dem griechischen Stater entsprach. Davon abgeleitet, wurde Istār im Arabischen auch allgemein zum Ausdruck einer Vierheit verwendet.
Als Gewichtseinheit wurde das Istār nach zwei verschiedenen Ansätzen bestimmt:
- Zum einen gab es den medizinischen Istār, bei dem galt 1 Istār = 6 Dirham + 2 Dāniq = 4 Mithqāl.[3] In dieser Weise definierten zum Beispiel Ibn Sinā[4] und az-Zahrāwī[5] den Istār. Die Gleichung geht allerdings nur dann auf, wenn der Münz-Dirham und der Mithāl maiyāl zugrunde gelegt wird. Ins metrische System umgerechnet, ergibt dieser medizinische Istār ein Gewicht von 18,88 Gramm.[6]
- Zum anderen gab es den Handels-Istār, bei dem galt: 1 Istār = 6 ½ Dirham = 4 ½ Mithqāl.[7] Diesen Istār legt auch der hanafitische Gelehrte Ibn ʿĀbidīn in seinem Werk Radd al-muḥtār zugrunde.[8] Die Gleichung geht nur dann auf, wenn der Münz-Dirham und der alte Mithqāl zugrunde gelegt werden.[9] Bei dieser Definition wird der Istār auch 1/40 Mann und 1/20 Ratl  gleichgesetzt.[10] Die Relation  1 Istār = 1/40 Mann wird schon in der Enzyklopädie Mafātīḥ al-ʿulūm von al-Chwārazmī (10. Jh.) genannt.[11] Die Gleichung 1 Istār = 1/20 Ratl funktioniert beim Handels-Istār nur, wenn der Bagdader Ratl à 130 Dirham zugrunde gelegt wird. Ins metrische System umgerechnet, ergibt der Handels-Istār ein Gewicht von 19,125 Gramm.[12]